# 橋本公亘
橋本 公亘（はしもと きみのぶ、1919年〈大正8年〉7月9日 - 1998年〈平成10年〉2月6日）は、日本の法学者、内務官僚。専門は憲法、行政法。 
1990年まで中央大学法学部教授（法学部長等を歴任）。中央大出身者としての初の日本学士院会員（1992年12月14日から）。1962年から1964年まで第一次臨時行政調査会の臨時委員を務めた。正五位勲二等瑞宝章。

## 略歴
- 1919年（大正8年）東京で生まれる。
- 東京府立第一商業学校卒業。
- 1942年（昭和17年）中央大学法学部卒業。高等文官試験合格後、内務省入省。
- 1957年（昭和32年）中央大学法学部教授。
- 1960年（昭和35年）中央大学より法学博士の学位を取得。
- 1963年（昭和38年）中央大学法学部長。
- 1992年（平成4年）日本学士院会員。
- 1993年（平成5年）勲二等瑞宝章受章。
- 1998年（平成10年）78歳没[1]。叙正五位。

橋本は、高等文官試験司法科・行政科をそれぞれ4番の成績で合格した秀才である。大学卒業後内務省に入ったが、第二次大戦中、海軍に応召し海軍主計中尉としてベトナム・サイゴン（現在のホーチミン）で終戦を迎えた。橋本は戦争中、この戦争はどこかおかしいと感じていた。帰国後、中央大学から研究者になることを強く勧められ、橋本もこれを快諾した。橋本は後に日本を代表する憲法学者の一人に数えられるようになった。大学教員になった後、アメリカ・ハーバード大学、旧西ドイツ・ハイデルベルク大学にそれぞれ2年間留学している。
ハイデルベルク大学に留学中の1956年、ハンガリー動乱が起こる。橋本はこれに注目し、ハンガリーの国際放送を毎日聴いていた。旧ソ連軍が侵攻してきたとき「今、我々はソ連軍の攻撃を受けている。わが軍はそれに対し全力をあげて戦っている。それを多くの人に知らせてほしい」と数ヶ国語で繰り返し、放送が途絶えた。橋本はこれを録音し、テープを手元で保管していたほどの熱の入れようだった。
橋本は、かなり早い頃から「共産主義国家は、やがて崩壊するだろう」と予言している。共産主義は自由を求める人間の本性に反する制度だからというのが理由である。
ドイツの公法学者・ラートブルッフを特に敬愛していた。ラートブルッフが主として活躍したのは第二次大戦前のヴァイマル憲法時代であり、当時のドイツで民主主義的な手続きによって民主主義を否定することは可能か、という問題が争われたとき、ラートブルッフは「可能である」という考えを述べた。その後、ヒトラーは民主主義的な手続きで民主主義を否定した。ユダヤ系であったラートブルッフはナチスの迫害から逃れてスイスに亡命したが、そのあと自説を改め、民主主義的な手続きによっても民主主義を否定することはできない、という短い論文を発表して亡くなった。橋本はラートブルッフが残した記録をもとに、スイスに逃れた道を旅したこともある。
ハーバード大学に留学したとき、留学生仲間に「今度のボストンマラソンに日本人選手が出るから応援に行こう」と誘われ、その一人が日の丸を作って持ってきた。橋本は戦争に懲りており、日の丸は見るのも嫌だったが、大男に混じって小柄な日本人選手が走ってきたのを見たとき、感激して友人が持っていた日の丸を奪い取り夢中で振り回した、と語っている。コロンビア大学のゲルホーン教授が来日した際には案内役を務めた。そのとき橋本が「日本には人種差別というものがありません」と話したところ、ゲルホーン教授は「日本には人種差別はないかもしれないが、部落差別というものがあるではないか」と指摘して橋本を驚かせた（憲法の話68頁）。

## 人物
橋本の学風の特長は、条文と判例を精緻に検討し、そのバランスの上に自説を打ち立てようとしたところにある。そして、憲法研究者がとかく陥りやすい政治論、立法論に走ることを厳しく戒めた。条文解釈では、文字を大切にすることはもちろんだが、単なる文字解釈に終わってはならず、解釈する時点で「立法者ならばどう考えただろうか」ということをどこまでも追考すべきであって、それは「意欲と創造」であると主張した。このような考え方が、学界でタブーとされた自衛隊を合憲と認める説に繋がった。
橋本は青林書院と有斐閣から憲法の著作を出版しているが、それぞれ判例を重視し、最高裁判所の憲法判例をすべて網羅しているのが特長である。青林書院の著作で自衛隊は憲法9条に違反すると書いたが、有斐閣の著作では自説を改め、憲法の変遷があったとして、自衛隊は憲法に違反しないと述べた(いわゆる「憲法変遷論」)ので、青林書院に自分の著作を絶版とするよう求めた。
憲法学者では、東京大学の芦部信喜、慶應義塾大学の田口精一、明治大学の和田英夫と親しくしてその業績を評価していた。また、東京大学の伊藤正己とは、1954年(昭和29年)のアメリカ留学の頃に親しくなり、雑誌の座談会記事などで同席することもあった。一方、東京大学の小林直樹とはあまり仲が良くなかった。芦部は橋本に「小林先生は、気難しい人で、こちらから挨拶しても、ロクに挨拶も返してくれないんですよ」とぼやいていた。また東北大学の清宮四郎から、論文の中で「天皇のおことば」についての憲法問題について橋本の説を歪曲して批判されたので「私の考えはそういうことではない、もっとよく読んでほしい」という手紙を出したところ、清宮から「よく考えてみます」という簡単な手紙が来たあと、音沙汰がなかった。また、東北大学K教授（清宮四郎ではない）が橋本の学説を盗用したとして強く抗議したため争いになったこともある。
橋本は戦前を代表する憲法学者、上杉慎吉の人物像に言及したことがある。橋本の旧知の最高裁判所判事が高等文官試験を受けたとき、口頭試験の担当が上杉だった。その判事が試験に臨むと、上杉から開口一番「君は、『親を殺せ』」という法律ができたらどうするか」と聞かれた。その判事が「私はそういう法律ができても親を殺しません」と答えたところ、上杉から「馬鹿者！そんなことで国の秩序が守れるか！」と怒鳴りつけられたという。その判事は、「はい、親を殺します」と答えたら、それはそれで怒鳴りつけられたのでしょうね、と語っていた。
中央大学では、商法の高窪利一、刑事訴訟法の渥美東洋、刑法の下村康正と親しかった。商法の戸田修三とはもともと馬が合わず、大学の多摩移転に反対だった橋本は、学長として移転を推し進めようとしていた戸田と対立した。
学界以外では、旧海軍、旧内務省に広い人脈があった。海軍関係では中曽根康弘（首相) 内務省関係では宮沢弘（広島県知事・宮沢喜一首相の弟）と親交があった。
また、橋本は左翼文化人を好まなかった。「憲法の話」（日本放送出版協会）１０６ページに「きわめて遺憾なことには、無思慮な若者たちを扇動してかかる行動に走らしめ、これを利用して自己の野心を達成しようとする人たちがいることである。彼らの卑劣陰険さは評する言葉を知らない」とまで書いているが、念頭におかれているのは主として羽仁五郎である。家永三郎も「あのひとは何でも反対ですから」と酷評していた。
橋本が学生を指導するときは、学説が５つあれば、「いずれにせよ極端なものはよくないと思うので」と、両端を省き、中間の３説を吟味するのが通常だった。「極端なものはよくない」というのは橋本の信条だった。中庸を重んじ、それがなぜ中庸たるかということを深く、鋭く考察するのが橋本の橋本らしさであった。
また、橋本はよくこんなエピソードを披露して学生を励ました。橋本が小学生のとき、クラスでいちばん勉強ができなかった子どもは、どこにも就職できなかったので、しかたなく鎧（よろい）を作る職人に弟子入りした。やがて、鎧を作る技能を持った職人がいなくなり、その子どもは貴重な技能を保持しているとして尊重されるようになった。そういうこともありますから、どんな境遇でもしっかり努力しなさい、というものだった。
橋本は薬害問題について考えさせられる話を残した。橋本と親しいある大病院の院長で高名な医師が「スモン薬害問題では、キノホルムが原因で、世間ではさも悪い薬のようにいわれていますが、それは違います。キノホルムはすばらしくいい薬なのです。薬はどんなものであっても一定のパーセンテージで副作用を起こす患者が出ます。あまりいい薬でないと医者もそれほど使わないので副作用を起こす患者は少数ですから問題になることはありません。キノホルムは非常にいい薬なので、医者は必要以上に濫用しまう。すると必然的に副作用を起こす患者がたくさん出て、それが薬害ということになってしまう。スモン薬害問題の本質はそこにあるのです。ですから、将来、キノホルムのようにすばらしい薬が出たら、同じことが起こるはずですから、見ていてごらんなさい」と言われたとのことであった。
　内閣総理大臣のいわゆる靖国参拝問題については以下の通り述べている。「新聞報道によれば、靖国神社公式参拝反対の問題を外国政府の要人にもち込んでいる政治家がいるらしい。この問題は、わが国の純然たる内政問題であることを忘れてはならない。この人たちは、外国政府からの内政干渉を求めようとしているのであろうか。憲法問題について真の理解を欠いているもので、甚だ遺憾である。また、宗教人の中には、公式参拝は世界に対する日本の新しい軍国主義宣言だと断定する者があるが、このような極端な見解はとうてい承服することができない。」（「政教分離と靖国懇報告」（ジュリスト848号、1985年、53頁）
趣味は囲碁。妻との間に2人の男子をもうけ、1人は弁護士となり、もう1人はチェースマンハッタン銀行に勤務した。

## 行政手続法
1993年（平成5年）に公布、1994年（平成6年）に施行された行政手続法の原案となった橋本草案を1964年（昭和39年）に第一次臨時行政調査会に提示した。行政手続法第1条第1項は、行政運営における透明性とは、行政上の意思決定について、その内容及び過程が国民にとって明らかであることをいうと定めている。行政運営が公平であるというだけではなく、透明性が必要だと主張した。
第一次臨調で行政手続法草案を任せられたのは橋本だけではなかったが、実際は橋本が一人で書き上げた。橋本は憲法全般に精通していたが、特に憲法31条の「法の正当な手続き（due process of law）」という問題に熱心に取り組んでいた。憲法31条は「何人も、法律の定める手続きによらなければ、その生命若しくは自由を奪われ、又はその他の刑罰を科せられない」と規定している。しかし、これは単に法律を制定すればよいというものではなく、その法律は正しいものでなければならないし、刑罰を科す場合だけでなく行政手続全般も広く含めるというのが判例通説である。ただし、性質上その手続きになじまない場合があることに留意する必要がある。そこで、橋本は「法の正当な手続き」を踏まえた草案を書いた。橋本案はしばらく日の目を見なかったが、平成6年に施行された行政手続法は告知聴聞の原則を重視したもので、ほぼ橋本案に沿ったものである。

## 憲法第9条と憲法の変遷
従来の自説には拘泥せず、現在の時点での憲法の意味を考えることにつとめた。この結果、憲法9条について自説を改めた。憲法の変遷があったと考えるに至ったからである。
橋本が自衛隊を合憲としたことには激しい非難が浴びせられた。なかには、橋本が最高裁判事になりたいために変節したとうがった批判をするものもいた。橋本にとって苦渋の選択だったとしても、橋本のそれまでの考え方からするとそれほど意外というわけではない。
橋本は、憲法の変遷が認められるためには、単なる慣習ではなく慣習法の成立、すなわち国民の規範意識に支えられていることが必要であると説く。
9条の規範内容の変遷については、以下のように考えた。
- 憲法学者の従来の通説は、憲法制定当時における九条の規範的意味を正しくとらえていた。
- しかし、その後の国際情勢およびわが国の国際的地位は著しく変化し、いまでは9条の解釈の変更を必要とするにいたった。自国領土の防衛をすべて他国まかせにすることは、わが国の国際的地位の向上の点から見て、国際社会の同意を得られないであろう。
- 国民の規範意識も、現在では自衛のための戦力の保持を認めているように思われる。
- 憲法規範もまた人類の社会生活の規範の一であるから、事実の世界を無視して文字のみを解釈すべきではない。
- かくして、右の限りにおいて、9条の意味の変遷を認めざるを得ない。

結論として、憲法9条は自衛のための戦力の保持を認めている。自衛隊が、自衛のための戦力の範囲内であれば憲法違反ではない。自衛のための交戦権は認められる。

## 主著
- 『憲法原論』（有斐閣、1959年)
- 『憲法の話 現代における自由と平等(NHK市民大学叢書7)』（日本放送出版協会、1969年)
- 『憲法』（青林書院新社、1972年)
- 『行政手続法草案』（有斐閣、1974年）
- 『日本国憲法』（有斐閣、1980年）

## 論文
- 「憲法と宗教――最近の判例の検討」『日本學士院紀要』第49巻第1号（1994年）
- 「放送と公平原則」『日本學士院紀要』第51巻第1号（1996年）

## 門下生
- 外間寛
- 長尾一紘
- 橋本基弘